# Zaouïa de Sidi Ben Slimane al-Jazouli
La Zaouïa de Sidi Mohammed Ben Slimane al-Jazouli (aussi appelée Zaouia de Sidi Ben Slimane al-Jazouli ou Zaouïa al-Jazoulia, entre autres variantes) est un complexe religieux islamique (zaouïa) situé à Marrakech, au Maroc. Il est centré autour du tombeau du savant musulman du XVe siècle et saint soufi Mohammed al-Jazouli (également connu sous le nom d'Imam al-Jazouli, nom complet: Abū 'Abdullah Muḥammad ibn Sulaymān ibn Abū Bakr al-Jazūli al-Simlālī ).

## Contexte historique
Al-Jazouli est une figure majeure de l'histoire du soufisme marocain. Il a vécu à une époque où les mouvements soufis locaux comblaient l'absence de leadership politique contre la pression exercée par les forces portugaises et espagnoles dans le pays. Originaire de la région de Souss dans le sud du Maroc, il a passé beaucoup de temps à Fès où il a composé son œuvre la plus célèbre, le Dala'il al-Khayrat, et a exercé une énorme influence considérable sur les zaouïas et leurs adeptes à travers le pays. Il décéda près d'Essaouira en 1465 et fut enterré dans le village d'Afoughal. 
Plus tard, les premiers Saadiens, également originaires de la région de Souss, se sont associés aux partisans d'al-Jazouli pour établir leur propre pouvoir politique dans le sud du Maroc. Ainsi, quand Ahmad al-'Araj (le véritable fondateur de la dynastie saadienne) a déménagé à Marrakech en 1521, il a rapidement organisé le transfert du corps d'al-Jazouli vers la cité impériale en 1523-24 simultanément à celui de son propre père (qui avait été enterré près d'al-Jazuli en 1517),. Les Saadiens ont construit un complexe religieux et une mosquée autour du nouveau mausolée. 
Après le règne de Mohammed ech-Cheikh (le frère d'Ahmad, qui avait réussi à le détrôner), la dynastie s'est distanciée des disciples d'al-Jazouli. Malgré cela, al-Jazouli est devenu l'un des Sept saints de Marrakech et sa tombe était une étape importante pour les pèlerins de la ville,,. Bien que la mosquée du complexe date encore de la période saadienne, le reste de la zaouïa a été fréquemment remanié et restauré au fil des siècles, en particulier au XVIIIe siècle. 

## Architecture et structure

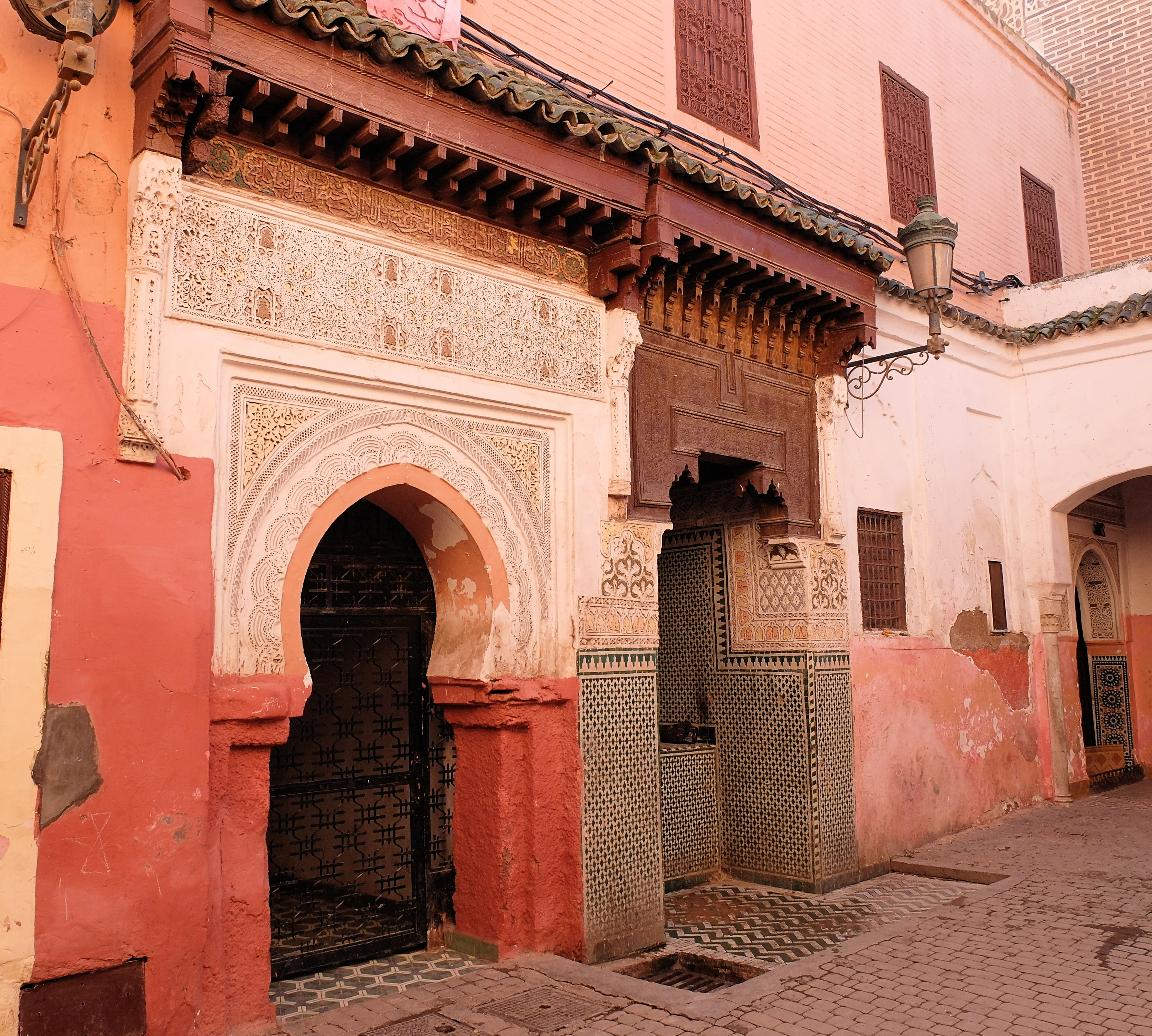
Une des principales entrées de la zaouïa avec à sa droite, une fontaine municipale. La décoration comprend du stucco incisé, une corniche de bois sculpté et des panneaux de zellige.

### Le complexe formé par la mosquée et le mausolée
La zaouïa forme un complexe de structures et d'installations qui fournissent un certain nombre de services et répondent à un certain nombre de fonctions. L' architecture est similaire à celle d'autres complexes religieux saadiens de la fin du XVIe siècle comme la mosquée Mouassine et la mosquée Bab Doukkala. Le centre du complexe est occupé par une mosquée au plan rectangulaire comprenant une cour presque carrée (sahn) et une salle de prière intérieure divisée en cinq nefs par des rangées d'arches. L'intérieur de la mosquée est décoré avec simplicité. Au nord du sahn se trouve une autre cour qui mène à la chambre du mausolée d'al-Jazouli : une grande chambre carrée plus haute que les structures environnantes et ornée d'une coupole à ossature de bois et d'un toit pyramidal avec des tuiles vertes visible de la rue et typique des institutions royales et religieuses marocaines. Immédiatement sur le côté est du mausolée se trouvent deux des entrées principales de la zaouïa, à côté d'une fontaine de rue décorée. Derrière ceux-ci se trouve une petite chambre qui servait de madrasa (école). Le reste du complexe, sur son côté est, est occupé par la maison du moqaddem (l'édile chargé du fonctionnement de la zaouïa), un hospice pour les pèlerins et une grande midha (maison des ablutions) avec un bassin central et 14 latrines. 

### Le cimetière et le mausolée saadien
Selon un procédé analogue à celui observé quelques siècles plus tôt près de la zaouia de Sidi Bel Abbès, la création de la zaouïa a conduit au développement d'un petit cimetière le long de son flanc ouest (séparé de la chambre du mausolée d'al-Jazouli) qui a également servi de tout premier lieu de sépulture de la dynastie saadienne à Marrakech (avant la création des Tombeaux saadiens de la Kasbah). Peu après l'assassinat de Mohammad ech-Cheikh par les Ottomans en 1557, Ahmad al-'Araj (son frère) a été mis à mort, ainsi que tous ses héritiers masculins possibles, permettant à Moulay Abdallah al-Ghalib d'accéder au pouvoir sans contestation. Après un certain temps, Ahmad et ses fils ont été enterrés près du mausolée d'al-Jazouli à l'initiative du savant local Abu 'Amru al-Qastali al-Murrakushi. Selon l'inscription de sa pierre tombale, sa fille Aïcha était à l'origine de le la construction du mausolée en forme de dôme, connu sous le nom de Qubba al-Achraf, sur sa tombe. Sa pierre tombale, sculptée dans du marbre noir, a disparu peu après 1946. Une autre pierre tombale dans le mausolée serait celle du père d'Ahmad, Muhammad Ibn 'Abd al-Rahman (également connu sous le nom d'al-Qa'im bi-'Amrillah), bien que cela ne soit confirmé par aucune inscription. Le mausolée forme une chambre simple en brique dotée d'un dôme sur une base octogonale. À l'intérieur, les parois supérieures de la chambre sont décorées d'arabesques et de motifs épigraphiques sculptés en plâtre.